# Fortunato Timolini
Fortunato Timolini (Correggio, 22 febbraio 1835 – Valle di Maddaloni, 1º ottobre 1860) è stato un patriota italiano.

## Biografia
Fortunato Timolini nacque a Correggio il 22 febbraio 1835 da Domenico e Luigia Magnani. Di umili condizioni (era sellaio) e privo di istruzione (si dichiarò analfabeta), apparteneva a una vasta famiglia che annoverò alcuni ferventi patrioti, arruolati volontari nelle varie campagne militari del Risorgimento: Carlo e Giuseppe parteciparono alla Prima Guerra d'Indipendenza, Filippo alla seconda.
Lui fu tra i 32 correggesi che nel 1860 partirono per la cosiddetta “campagna delle province meridionali”, andando incontro ai garibaldini che risalivano la penisola dopo lo sbarco in Sicilia. La compagnia emiliana, che comprendeva alcuni reduci dalla “Campagna di Lombardia” dell'anno precedente, era comandata dal capitano Emidio Salati, medico suo concittadino, e faceva parte della colonna guidata dal generale Giacomo Medici marchese del Vascello.
Fortunato, che nel gennaio 1858 aveva sposato Maria Ferioli, morì il 1º ottobre 1860, dunque all'età di 25 anni, nella Battaglia del Volturno, dove le camicie rosse di Garibaldi, guidate da Nino Bixio, inflissero la sconfitta definitiva all'esercito borbonico – le cui forze erano soverchianti – determinando la caduta del Regno di Napoli. 
Il giovane fu visto per l'ultima volta da un commilitone presso i Ponti della Valle, nel comune di Valle di Maddaloni, mentre stava infilando la baionetta quando ci fu l'ordine di attaccare: poi non se ne seppe più nulla, perché i suoi resti non vennero mai individuati. È uno dei 35 morti tra i soldati di Bixio.
Quando Timolini era partito per combattere con i patrioti – forse anche affascinato dal discorso che Garibaldi aveva fatto a Correggio nel settembre 1859 – aveva lasciato la moglie incinta: Maria Ferioli avrebbe poi partorito il 13 Settembre 1860, pochi giorni prima di rimanere vedova, e al bambino (il quale perciò non conobbe il padre) furono imposti i nomi di Vittorio Angelo Maria. Fu il nonno materno, il maestro Domenico Ferioli, a recarsi in Municipio per dichiararne la nascita, essendo Fortunato « attualmente nelle truppe di Garibaldi », come annotò nell'atto l'Ufficiale di stato civile.
Fra le centinaia di reggiani che parteciparono alle campagne garibaldine tra il 1848 e il 1866, Timolini è l'unico caduto in battaglia.

## Riconoscimenti
Nel 1885 la Corte dei Conti liquiderà alla vedova una pensione di lire 200 nell'ambito di un provvedimento « a favore di impiegati civili e militari e loro famiglie. »
Nel giugno 1961, a cent'anni dall'Unità nazionale, il Comune di Correggio dedicò a Fortunato Timolini una importante strada cittadina (contestualmente, un viale perpendicolare fu intitolato ai Mille e un altro al Risorgimento); e nella zona dove era caduto in battaglia furono anche fatte nuove ricerche delle sue spoglie mortali, ma senza esito.